# Sarah Guyot
Sarah Guyot (Vannes, 16 de abril de 1991) es una deportista francesa que compite en piragüismo en la modalidad de aguas tranquilas. Ganó tres medallas en el Campeonato Europeo de Piragüismo, en los años 2015 y 2018.

## Palmarés internacional
| Campeonato Europeo | Campeonato Europeo       | Campeonato Europeo | Campeonato Europeo |
| Año                | Lugar                    | Medalla            | Competición        |
| ------------------ | ------------------------ | ------------------ | ------------------ |
| 2015               | Račice (República Checa) | Medalla de bronce  | K1 500 m           |
| 2015               | Račice (República Checa) | Medalla de oro     | K1 200 m           |
| 2018               | Belgrado (Serbia)        | Medalla de oro     | K2 500 m           |